# Fričkovce
Fričkovce (in ungherese Alsófricske, in tedesco Fritschhau) è un comune della Slovacchia facente parte del distretto di Bardejov, nella regione di Prešov.

## Storia
Il villaggio viene citato per la prima volta nel 1427 (Frychhaw), quando coloni tedeschi si insediarono qui. All'epoca, la giustizia veniva amministrata secondo il diritto germanico. Successivamente passò ai Perény, e nel XIX secolo agli Anhalt.